# Les Yeux, la Bouche
Pour plus de détails, voir Fiche technique et Distribution.
Les Yeux, la Bouche (Gli occhi, la bocca) est un film de 1982 réalisé par Marco Bellocchio.

## Synopsis
Un acteur de cinéma, en pleine crise de la quarantaine, revient dans sa famille à cause d'une mort tragique : celle par suicide de son frère jumeau Pippo. Alors que la famille tente de faire croire à sa mère qu'il s'agit d'un simple accident, il rencontre la fiancée de son frère et la convainc d'assister aux funérailles. Il devient son amant, créant ainsi un nouveau motif de scandale dans une famille bourgeoise traditionnelle déjà bien éprouvée.

## Fiche technique
Sauf indication contraire, les informations mentionnées dans cette section peuvent être confirmées par la base de données cinématographiques Unifrance,  présente dans la section « Liens externes ».
- Titre original : Gli occhi, la bocca[2]
- Titre français : Les Yeux, la Bouche
- Réalisation : Marco Bellocchio
- Scénario : Marco Bellocchio, Vincenzo Cerami et Catherine Breillat
- Producteur : Enzo Porcelli
- Photographie : Giuseppe Lanci
- Montage : Sergio Nuti
- Musique : Nicola Piovani
- Sociétés de production : Odyssia, Rai 2, Gaumont
- Pays de production :  Italie,  France
- Langue de tournage : italien
- Format : Couleur - 1,85:1 - Son mono - 35 mm
- Durée : 101 min
- Film en couleurs
- Genre : drame
- Date de sortie : 
  - Italie : 10 septembre 1982
  - France : 31 octobre 1984

## Distribution
- Lou Castel : Giovanni Pallidissimi / Pippo Pallidissimi
- Ángela Molina : Wanda
- Emmanuelle Riva : la mère
- Michel Piccoli : zio Agostino (oncle Agostino)
- Antonio Piovanelli : le père de Wanda
- Viviana Toniolo : Adele
- Antonio Petrocelli : le docteur

Pour les besoins de la version originale italienne, plusieurs acteurs sont doublés. Ainsi, Sergio Castellito prête sa voix à Lou Castel, Giulio Brogi double Michel Piccoli et Ana Maria Gherardi est la voix d’Emmanuelle Riva.

## Production
Le film a été tourné à Bologne et Faenza au cours de l'hiver 1982.

### Analyse
Plusieurs scènes du film font directement écho à l’existence de Marco Bellocchio et Lou Castel. Ainsi, lors de la veillée mortuaire, Giovanni, évoquant ses souvenirs de jeunesse, se remémore avoir conseillé à son jumeau de lire Le Capital, ce à quoi Pippo lui avait répondu : « Marx peut attendre », qui n’est plus ni moins que le titre du documentaire réalisé en 2021 par Bellocchio sur le suicide de son propre jumeau Camillo.
Plus tard, dans une troublante narration en miroir, Giovanni rejoint Wanda au cinéma où l’on projette Les Poings dans les poches (de Marco Bellochio) dont Lou Castel/Giovanni est le héros. Ils assistent à la scène au cours de laquelle le personnage interprété par Lou Castel tue sa mère en la poussant dans un ravin. En sortant de la salle, Wanda croise l’oncle Agostino qui, dans une confusion totale entre Giovanni et Castel, lui demande : « Alors, tu as vu le chef d’œuvre de mon neveu ? ». Puis, lors d’une dispute, Agostino lance à Giovanni : « Arrête tes poings dans les poches ! »
Enfin, lors d’une scène intime avec Wanda, Giovanni évoque sa carrière d’acteur qui ressemble à s’y méprendre à celle de Lou Castel. Ex soixante-huitard, il était celui qu’on appelait pour jouer des rôles de rebelle, avant d’être peu à peu délaissé par le milieu. Dans la réalité, après cette traversée du désert, Castel recommencera à tourner avec des cinéastes prestigieux… dont Bellocchio pour Gli occhi, la bocca.